# Сборная Азербайджана против сборной мира 2009

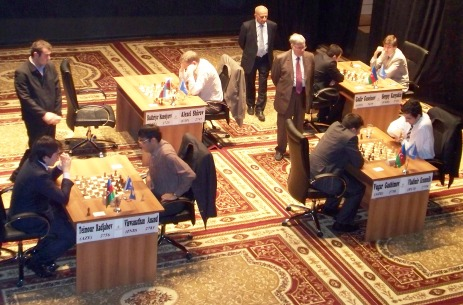
Первый тур «Кубка Президента»

Сборная Азербайджана против сборной мира 2009 — командный турнир по быстрым шахматам по шевенингенской системе, проходивший в Баку, на сцене театра «Унс» с 7 по 9 мая 2009 года, в рамках «Кубка Президента», посвященного памяти Гейдара Алиева. К моменту проведения турнира средний рейтинг участников сборной мира составлял 2752, сборной Азербайджана — 2703 очка. Игра в итоге завершилась со счётом 21½ : 10½ в пользу гостей.

## Место проведения

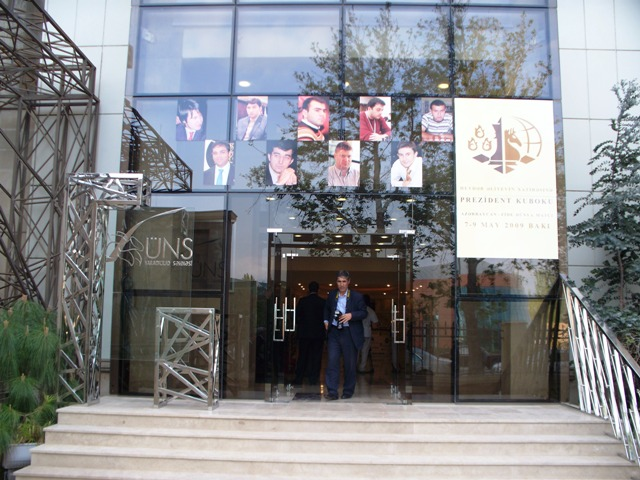
Театр «Унс» — место проведение турнира

Местом проведения турнира является театр «Унс», который впервые открылся зрителям в 2006 году. Руководителем театра является профессор Наргиз Пашаева. Наряду с театральной деятельностью, в последние годы театр превратился в своеобразную шахматную Мекку Азербайджана. Так, в 2007 году здесь был проведен международный женский шахматный турнир «Баку-2007», с участием таких именых шахматисток, как экс-чемпионка мира из Болгарии — Антоанета Стефанова, двукратная чемпионка Европы с Украины — Екатерина Лагно, победительница командного чемпионата Европы 2005 года — Моника Соцко из Польши и др.

## Предыстория
Сборная Азербайджана стала третьей командой в истории шахмат, которая сыграла матч против сборной мира. Первая подобная игра состоялась в 1970 году в Белграде, где сборная СССР победила сборную Мира со счётом 20,5 — 19,5. Советские шахматисты повторили своё достижение в 1984 году, на этот раз в Лондоне, победив мировую сборную 21-19, ну а в 2002 году в Москве сборная России уступила мировым грандам, в составе которой играл и азербайджанский гроссмейстер Теймур Раджабов, со счётом 48-52.

## Составы команд
На время проведения матча сборных Азербайджана и Мира, мировую команду возглавил президент ФИДЕ Кирсан Илюмжинов, а действиями азербайджанских шахматистов руководил президент федерации шахмат Азербайджана — Эльман Рустамов. В состав сборной мира вошли: чемпион мира Вишванатан Ананд, экс-чемпион мира Владимир Крамник, претендент на звание Чемпиона мира Алексей Широв и самый молодой гроссмейстер в истории шахмат, внесённый в Книгу рекордов Гиннесса — Сергей Карякин. За команду хозяев турнира сыграли гроссмейстеры Теймур Раджабов, Вугар Гашимов, Шахрияр Мамедъяров, Гадир Гусейнов и Рауф Мамедов. При этом Рауф Мамедов был заявлен только на одну игру с Виши Анандом.

## Участники

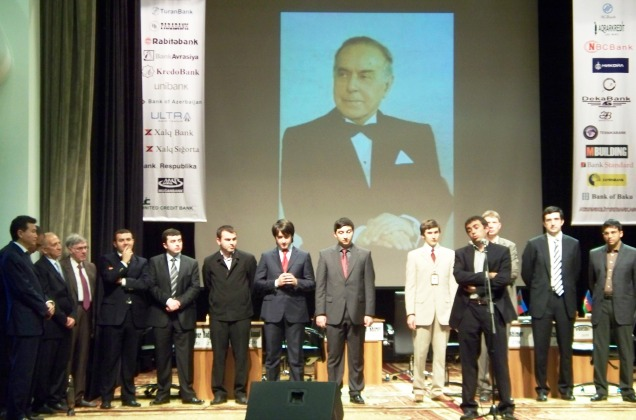
Участники турнира на сцене театра «Унс»

| № | Участник           | Команда              | Страна                        | Текущий рейтинг |
| - | ------------------ | -------------------- | ----------------------------- | --------------- |
| 1 | Теймур Раджабов    | Сборная Азербайджана | Флаг Азербайджана (1991—2013) | 2756            |
| 2 | Вугар Гашимов      | Сборная Азербайджана | Флаг Азербайджана (1991—2013) | 2730            |
| 3 | Шахрияр Мамедьяров | Сборная Азербайджана | Флаг Азербайджана (1991—2013) | 2725            |
| 4 | Гадир Гусейнов     | Сборная Азербайджана | Флаг Азербайджана (1991—2013) | 2659            |
| 5 | Рауф Мамедов       | Сборная Азербайджана | Флаг Азербайджана (1991—2013) | 2645            |
| 6 | Вишванатан Ананд   | Сборная Мира (ФИДЕ)  | Флаг Индии                    | 2783            |
| 7 | Владимир Крамник   | Сборная Мира (ФИДЕ)  | Флаг России                   | 2759            |
| 8 | Алексей Широв      | Сборная Мира (ФИДЕ)  | Флаг Испании                  | 2745            |
| 9 | Сергей Карякин     | Сборная Мира (ФИДЕ)  | Флаг Украины                  | 2721            |

## Церемония открытия

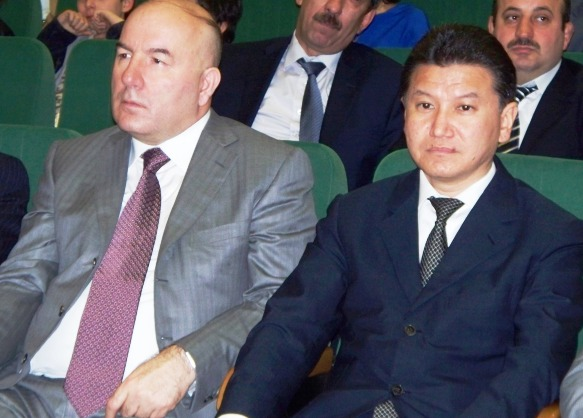
Почетный гость турнира — президент ФИДЕ Кирсан Илюмжинов (справа)

Церемония открытия турнира состоялась 7 мая 2009 года, в 17.00 по бакинскому времени, на сцене театра «Унс». В начале церемонии состоялась «коронация» чемпиона мира из Индии Вишванатана Ананда, который получил шахматного «Оскара», учрежденного журналом «64 — Шахматное обозрение» из рук президента ФИДЕ Кирсана Илюмжинова. О том, как выбирали «шахматного короля» собравшимся рассказал главный редактор журнала «64 — Шахматное обозрение» — Марк Глуховский.
Далее собравшихся поприветствовали — министр молодёжи и спорта Азербайджана Азад Рагимов, президент федерации шахмат Азербайджана Эльман Рустамов и др. Президент ФИДЕ Кирсан Илюмжинов, также прибывший в Баку на церемонию открытия, в своем выступлении отметил, что после избрания его главой Международной Федерации шахмат, одну из первых встреч он провел с Гейдаром Алиевым. «Он внес огромный вклад в развитие мировых шахмат и его советы не раз помогали мне в работе. И символично, что непосредственно перед началом матча президент страны Ильхам Алиев подписал указ о государственной программе по развитию шахмат. Недаром в одном из своих выступлений он выразил надежду, что шахматная корона вернется в Азербайджан. И глядя на ваших молодых гроссмейстеров думаю, что так оно и будет», — подчеркнул Илюмжинов.

## Освещение турнира

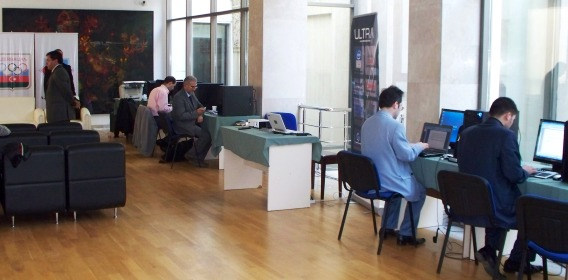
Пресс-центр турнира «Кубок Президента»

Матч между сборными Азербайджана и мира, наряду с азербайджанскими СМИ, освещался также такими авторитетными международными изданиями, как испанская ежедневная газета «Эль-Паис», российский шахматный журнал «64 — Шахматное обозрение», российский телеканал НТВ+, индийскими СМИ, съемочной группой государственного телевидения Индии и др.

## Организационный комитет
- Эльман Рустамов — председатель турнира, президент Федерации шахмат Азербайджана, председатель совета правления Национального Банка Азербайджана
- Азад Рагимов — министр молодёжи и спорта Азербайджана
- Чингиз Гусейнзаде — вице-президент Национального Олимпийского Комитета Азербайджана
- Махир Мамедов — директор турнира, вице-президент Федерации шахмат Азербайджана
- Руфат Асланлы — председатель государственного комитета Азербайджана по ценным бумагам
- Искендер Шекинский — ответственный работник министерства молодёжи и спорта Азербайджана

## Судьи

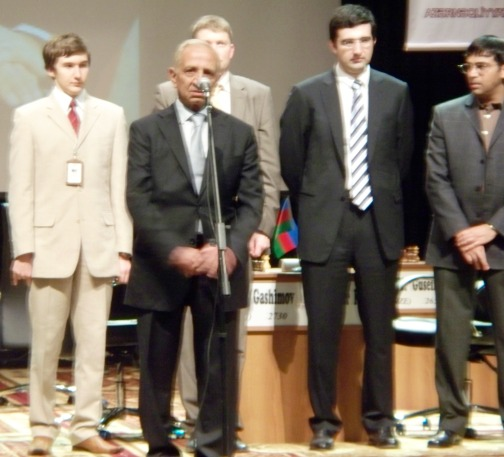
Главный судья турнира — Фаик Гасанов

- Фаиг Гасанов — главный судья турнира, судья международной категории
- Александр Бах — заместитель главного судьи, судья международной категории

## См. также

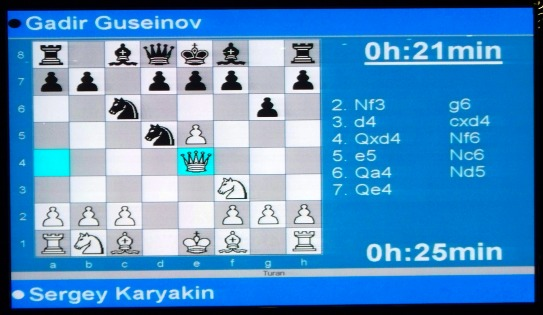
Трансляция игры Гадира Гусейнова с Сергеем Карякиным